# كريس وارد (لاعب كرة قاعدة)
كريس وارد (بالإنجليزية: Chris Ward)‏ هو لاعب كرة قاعدة أمريكي، ولد في 18 مايو 1949 في أوكلاند في الولايات المتحدة.